# Județ de Buzău
Buzău est un județ de Roumanie en Munténie.
Son chef-lieu est Buzău.

## Liste des municipalités, villes et communes

### Municipalités
(population en 2007)
- Buzău (134 619)
- Râmnicu Sărat (39 950)

### Villes
(population en 2007)
- Nehoiu (11 649)
- Pătârlagele (8 128)
- Pogoanele (7 744)

### Communes
- Amaru
- Bălăceanu
- Balta Albă
- Beceni
- Berca
- Bisoca
- Blăjani
- Boldu
- Bozioru
- Brădeanu
- Brăești
- Breaza
- Buda
- C. A. Rosetti
- Calvini
- Cănești
- Cătina
- Cernătești
- Chiliile
- Chiojdu
- Cilibia
- Cislău
- Cochirleanca
- Colți
- Costești
- Cozieni
- Florica
- Gălbinași
- Gherăseni
- Ghergheasa
- Glodeanu Sărat
- Glodeanu-Siliștea
- Grebănu
- Gura Teghii
- Largu
- Lopătari
- Luciu
- Măgura
- Mărăcineni
- Mărgăritești
- Mânzălești
- Merei
- Mihăilești
- Movila Banului
- Murgești
- Năeni
- Odăile
- Padina
- Pardoși
- Pănătău
- Pârscov
- Pietroasele
- Podgoria
- Poșta Câlnău
- Puiești
- Racovițeni
- Râmnicelu
- Robeasca
- Rușețu
- Săgeata
- Săhăteni
- Săpoca
- Sărulești
- Scorțoasa
- Scutelnici
- Siriu
- Smeeni
- Stâlpu
- Tisău
- Topliceni
- Țintești
- Ulmeni
- Unguriu
- Vadu Pașii
- Valea Râmnicului
- Valea Salciei
- Vâlcelele
- Vernești
- Vintilă Vodă
- Viperești
- Zărnești
- Ziduri

## Démographie
| 1900    | 1913    | 1930    | 1948    | 1956    | 1966    | 1977    | 1992    | 2002    |
| ------- | ------- | ------- | ------- | ------- | ------- | ------- | ------- | ------- |
| 221 300 | 258 400 | 377 500 | 430 225 | 465 829 | 480 951 | 508 424 | 516 961 | 496 214 |

| 2007    | - | - | - | - | - | - | - | - |
| ------- | - | - | - | - | - | - | - | - |
| 488 763 | - | - | - | - | - | - | - | - |

## Histoire
Le județ de Buzău figure dès le XVe siècle sur les anciennes cartes de la Valachie (une des deux Principautés danubiennes). Il est une subdivision administrative de la Valachie de 1330 à 1859, de la Principauté de Roumanie de 1859 à 1881, du Royaume de Roumanie de 1881 à 1948, puis, dans ses limites actuelles (très proches des précédentes) de la République socialiste de Roumanie de 1968 à 1989, puis de la Roumanie depuis 1990. Comme toute la Roumanie, le territoire du județ a subi les régimes dictatoriaux carliste, fasciste et communiste de février 1938 à décembre 1989, mais connaît à nouveau la démocratie depuis 1990. Initialement il était gouverné par un jude (à la fois préfet et juge suprême) nommé par les hospodars de Valachie, puis par un prefect choisi par le premier ministre et nommé par le roi jusqu'en 1947, puis par le secrétaire général județean (départemental) de la section locale du Parti communiste roumain, choisi par le Comité central, et enfin, depuis 1990, à nouveau par un prefect assisté d'un président du conseil județean (départemental) élu par les conseillers, eux-mêmes élus par les électeurs.

## Politique
| Parti | Parti                                        | Sièges |
| ----- | -------------------------------------------- | ------ |
|       | Parti social-démocrate-Pro Romania (PSD-PRO) | 21     |
|       | Parti national libéral (PNL)                 | 7      |
|       | Parti Mouvement populaire (PMP)              | 4      |

## Tourisme
- Volcans de boue de Berca